# Una odisea marciana

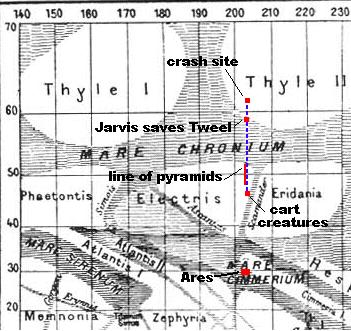
El viaje de Dick Jarvis a través de Marte en Una odisea marciana (el sur está arriba del mapa).

«Una odisea marciana» (título original en inglés: A Martian Odyssey) es un cuento de ciencia ficción de Stanley G. Weinbaum publicado originalmente en la edición de julio de 1934 de Wonder Stories. Fue el primer trabajo publicado de Weinbaum, y es todavía el más conocido. Cuatro meses después tuvo una continuación, «Valle de sueños». Ambos son los únicos cuentos de Weinbaum ambientados en Marte

## Resumen del argumento
A principios del siglo XXI, alrededor de veinte años después de la invención de la energía nuclear y diez años después del primer alunizaje, la tripulación de cuatro miembros del Ares desciende en Marte en el Mare Cimmerium. Una semana después, Dick Jarvis, el químico norteamericano de la nave, vuela hacia el sur en un cohete auxiliar para fotografiar el paisaje. A 1.300 km de distancia el motor del cohete se estropea y cae a tierra dentro de las regiones de Thyle. En lugar de sentarse a esperar ser rescatado, Jarvis decide caminar rumbo norte hacia el Ares. Al cruzar el Mare Chronium, Jarvis se encuentra con una criatura marciana con tentáculos que ataca a otra con forma de pájaro grande. Se da cuenta de que la que es parecida a un pájaro lleva una bolsa colgada de cuello, y pensando que es un ser inteligente, lo salva del monstruo con tentáculos. La criatura rescatada, que dice llamarse Tweel, acompaña a Jarvis en su regreso a la nave terrestre, mientras aprende algo de inglés, aunque Jarvis es incapaz de encontrarle sentido alguno al lenguaje de Tweel. A principio Tweel viaja mediante tremendos saltos de una cuadra de longitud que terminan con su largo pico enterrado en el suelo, pero luego de ver caminar penosamente a Jarvis, camina a su lado.
Al llegar a Xanthus, Jarvis y Tweel encuentran una línea de pequeñas pirámides de decenas de miles de años de antigüedad hechas de ladrillos de sílice, cada una abierta en su extremo. A seguir la línea, las pirámides son cada vez más grandes y nuevas. En un momento las pirámides son de tres metros de alto, y los viajeros alcanzan el fin de la línea, y encuentran una pirámide que no está abierta en su punta. 
Mientras observan, una criatura con escaleras grises, un brazo, una boca y una cola puntiaguda se abre camino por la parte superior de la pirámide y se tira unos metros por el suelo, para luego plantarse en él mediante la cola. Comienza a excretar ladrillos por su boca a intervalos de diez minutos, y los usa para construir una pirámide a su alrededor. Jarvis se da cuenta de que la criatura tiene una biología de sílice en lugar de carbono; ni vegetal ni animal, sino una mezcla de ambos. La extraña combinación de la criatura produce los ladrillos de sílice que le permiten construir la pirámide, en cuyo interior duerme por un lapso  desconocido.
Cuando los viajeros se aproximan a un canal que cruza a través de Xanthus, Jarvis siente nostalgia de Nueva York, pensando en Fancy Long, una mujer del elenco del show de televisión Yerba Mate Hour. Cuando ve a Long parada en el canal, comienza a acercársele, pero Tweel lo detiene. Tweel saca una pistola que dispara agujas envenenadas de vidrio y dispara a Long, que desaparece, sustituida por una de las criaturas con tentáculos de la que Jarvis rescató a Tweel en su primer encuentro. Jarvis se da cuenta de que la criatura con tentáculos, que el describe como una bestia de los sueños, atrae a sus presas mediante la proyección de ilusiones en sus mentes.
Al acercarse a una ciudad en la orilla del canal, se cruzan con una criatura en forma de barril con cuatro piernas, cuatro brazos y un círculo de ojos alrededor de la cintura. La criatura barril está empujando una carretilla de cobre vacía, y no les presta atención. Viene una segunda criatura, luego una tercera. Jarvis se para delante de la tercera, que se detiene. Jarvis le dice «somos amigos», y la criatura repite la frase con un diafragma encima de su cuerpo «So-mos a-a-m-e-goos», antes de empujarlo y dejarlo atrás, La siguiente criatura repite la frase mientras se va, y así la siguiente. 
Finalmente, las criaturas comienzan el regreso a la ciudad con las carretillas llenas de piedras, arena y trozos de plantas de caucho. Jarvis se pone delante de una y se niega a moverse. Entonces la criatura le pellizca la nariz lo suficientemente fuerte para hacerle saltar a un lado y gritar "¡Ay!". Después de eso, todas las criaturas que pasan dicen «¡So-mos a-a-m-e-goos! ¡Ay!».
Jarvis y Tweel siguen a las criaturas a su destino, un montículo con un túnel que conduce abajo. Jarvis pronto se pierde en la red de túneles, y pasan horas o días antes de que él y Tweel se encuentren en una cámara abovedada, cerca de la superficie. Allí están las criaturas que depositan sus cargas debajo de una rueda que muele las piedras y las plantas convirtiéndolas en polvo. Algunas de las criaturas caen también bajo la rueda y se pulverizan. Más allá de la rueda hay un cristal que brilla sobre un pedestal. Cuando Jarvis se acerca siente un hormigueo en las manos y la cara, y una verruga en el pulgar izquierdo se seca y cae. Supone que el cristal emite algún tipo de radiación que destruye el tejido enfermo, pero deja incólume el sano.
Las criaturas comienzan de repente a atacar a Jarvis y a Tweel, que huyen a un corredor que, afortunadamente, conduce afuera. Los persiguen y, en lugar de salvarse, Tweel se queda al lado de Jarvis esperando una muerte segura. Las criaturas están a punto de acabar con ellos, cuando un cohete auxiliar de la Ares desciende destrozando al enemigo. Jarvis aborda el cohete, mientras que Tweel se aleja hacia el horizonte marciano. El cohete regresa con Jarvis al  Ares, quien cuenta su experiencia a los otros astronautas. Jarvis se entristece recordando la amistad con Tweel, y el capitán Harrison lamenta que no han obtenido el cristal curador. Jarvis, la mente en otra parte, admite que las criaturas lo estaban atacando porque él lo tomó: lo saca y se lo muestra a los demás.

## Influencia

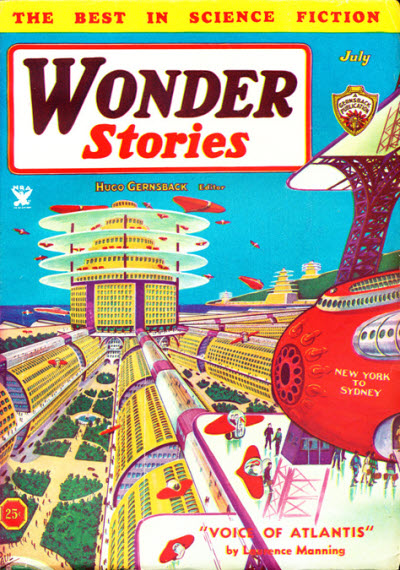
Portada de la revista Wonder Stories de julio de 1934 en la que el relato A Martian Odyssey fue publicado originalmente.

El cuento afirmó inmediatamente a Weinbaum como una figura líder en el género. Isaac Asimov dijo que «el estilo fácil de Weinbaum, y su descripción realista de las escenas y formas de vida extraterrestres, era mejor que cualquier otra cosa que hubiera visto hasta ese momento, y los lectores de ciencia ficción enloquecieron por él». El cuento tuvo el mismo efecto en el género que la explosión de una granada. Con este simple cuento, «Weinbaum fue instantáneamente reconocido como el mejor escritor de ciencia ficción viviente, y casi todos los demás escritores trataron de imitarlo».
Antes, los extraterrestres no habían sido más elementos de la trama para ayudar o dañar el héroe. Los personajes de Weinbaum, como el constructor de pirámides y las criaturas carretilla, tienen en cambio sus propias razones para existir. Además, su lógica no es la lógica humana, y los humanos no siempre pueden desentrañar sus motivaciones. Tweel mismo fue uno de los primeros personajes (sin duda «el» primero) que satisfizo el famoso desafío de John W. Campbell: «Escríbeme una criatura que piensa tan bien como un humano, o  mejor que un humano, pero nunca como un humano».
En 1970, cuando la Asociación de escritores de ciencia ficción y fantasía de Estados Unidos votó el mejor cuento de ciencia ficción antes de la creación de los premios Nébula, Una odisea marciana quedó en segundo lugar, luego de Anochecer de Asimov, y fue el cuento más antiguo que formó parte de los ganadores. 
Larry Niven incluyó varias referencias a Una odisea marciana en su Rainbow Mars. En general, la creación por parte de Niven de extraterrestres con su propia forma de pensar, actuar, y reaccionar ante los humanos muestra la clara influencia de los marcianos de Weinbaum.
En 2002 la antología Mars Probes editada por Peter Crowther incluyó «Una teodicea marciana» de Paul Di Filippo, «secuela irrespetuosa» de la obra de Weinbaum.

## Colecciones
Una odisea marciana se publicó en las siguientes colecciones de Stanley G. Weinbaum:
- The Dawn of Flame (1936)
- Una odisea marciana y otros (1949)
- Una odisea marciana y otros clásicos de ciencia ficción (1962)
- A Martian Odyssey and Other Great Science Fiction Stories (1966)
- A Martian Odyssey and Other Science Fiction Tales (1974)
- The Best of Stanley G. Weinbaum (1974)
- Interplanetary Odysseys (2006)

## Adaptaciones
Una odisea marciana se publicó como libro de historieta de 26 páginas, adaptación de Ben Avery y George Sellas en la antología Science Fiction Classics: Graphic Classics Volume Seventeen  publicado en 2009. Es fiel al original, salvo que excluye la parte de la criatura constructora de pirámides.